# Escudo de Yukón
El escudo de armas del Yukón, Canadá (formalmente conocido como las Armas de Su Majestad en Derecho del Territorio del Yukón) fue propuesto por el Departamento de Asuntos Indígenas y Desarrollo del Norte, y diseñado por el experto en heráldica Alan Beddoes, a comienzos de los años 1950. Fue aprobado de forma oficial por la reina Isabel II en 1956. 
La parte inferior del escudo representa a las montañas territoriales, con discos de oro aludiendo a la riqueza mineral yukoniana y su aparición con la Fiebre del oro de Klondike. Las dos líneas blancas onduladas simbolizan a sus ríos. 
En el margen superior, la cruz roja hace referencia a Inglaterra; el disco o anillo principal se halla sobre una especie de piel heráldica (literalmente, piel de ardilla) refiriéndose, por tanto, a la abundancia de animales en el territorio.
Por último, al timbre, un perro Malamute de Alaska de pie sobre un montículo de nieve.